# Formação Lecho
A Formação Lecho é uma formação geológica na Bacia de Salta das províncias de Jujuy e Salta do noroeste da Argentina. Seus estratos datam do Maastrichtiano Inferior e são uma unidade do Grupo Salta. Os arenitos bioturbados de granulação fina da formação foram depositados em um ambiente de planície costeira fluvial a lacustre.
Restos de dinossauros estão entre os fósseis que foram recuperados da formação.
De acordo com Frankfurt e Chiappe (1999), a Formação Lecho é composta de arenitos avermelhados. O Lecho faz parte do Subgrupo Balbuena do Cretáceo Superior/Superior (Grupo Salta), que é uma unidade estratigráfica próxima à fronteira da bacia sedimentar andina. Fósseis dessa formação incluem o titanossauro Saltasaurus junto com uma variedade de terópodes aviários e não aviários.

## Registro fóssil
| Aves e Dinossauros da Formação Lecho | Aves e Dinossauros da Formação Lecho | Aves e Dinossauros da Formação Lecho | Aves e Dinossauros da Formação Lecho | Aves e Dinossauros da Formação Lecho | Aves e Dinossauros da Formação Lecho | Aves e Dinossauros da Formação Lecho |
| Gênero                               | Espécies                             | Local                                | Posição estratigráfica               | Material | Notas                                | Imagens                              |
| ------------------------------------ | ------------------------------------ | ------------------------------------ | ------------------------------------ | --- | ------------------------------------ | ------------------------------------ |
| Elbretornis                          | E. bonapartei                        |                                      |                                      | Escápula, coracóide parcial, úmero, rádio parcial, ulna parcial                                                                                                | Enantiornithes                       |                                      |
| Enantiornis                          | E. leali                             |                                      |                                      | "Elementos pós-cranianos" | Enantiornithes                       |                                      |
| Lectavis                             | L. bretincola                        |                                      |                                      | "Tarsometatarso e tibiotarso" | Enantiornithes                       |                                      |
| Martinavis                           | M. minor                             |                                      |                                      | Úmero parcial | Enantiornithes                       |                                      |
| Martinavis                           | M. saltariensis                      |                                      |                                      | Úmero | Enantiornithes                       |                                      |
| Martinavis                           | M. vincei                            |                                      |                                      | Úmero | Enantiornithes                       |                                      |
| Martinavis                           | M. whetstonei                        |                                      |                                      | Úmero parcial | Enantiornithes                       |                                      |
| Noasaurus                            | N. leali                             |                                      |                                      | Elementos isolados da cabeça e dos pés, bem como um arco vertebral. Uma suposta vértebra cervical de um oviraptorossauro é provável que pertença a este táxon. | Um terópode noassaurideo             |                                      |
| Saltasaurus                          | S. loricatus                         |                                      |                                      | "Esqueletos parciais de pelo menos [seis] indivíduos, incluindo mandíbulas e armaduras."                                                                       | Um titanossauro saltassaurídeo       |                                      |
| Soroavisaurus                        | S. australis                         |                                      |                                      | "Tarsometatarso e falanges." | Enantiornithes avissaurídeo          |                                      |
| Yungavolucris                        | Y. brevipedalis                      |                                      |                                      | "Tarsometatarsi" | Enantiornithes                       |                                      |